# كلير غورهام
كلير غورهام (بالإنجليزية: Claire Gorham)‏ هي مقدمة تلفزيونية بريطانية، ولدت في 1967 في المملكة المتحدة.

## وصلات خارجية
- كلير غورهام على موقع IMDb (الإنجليزية)